# Hultschiner land

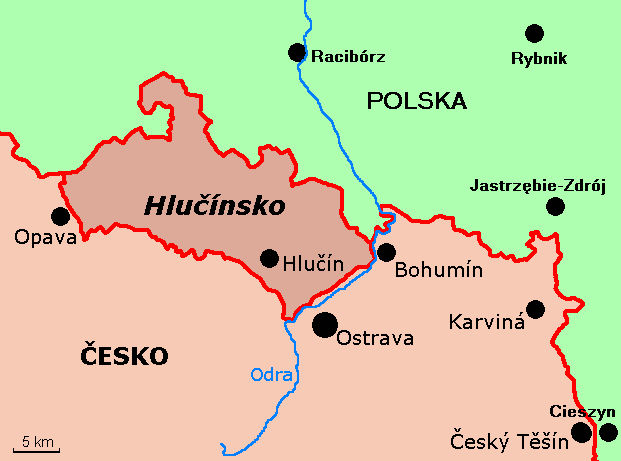
Het Hultschiner landje in de grenzen van 2010

Het Hultschiner land of de Hlučín regio (Tsjechisch: Hlučínsko; Duits: Hultschiner Ländchen) is een landstreek rond de stad Hlučín (Duits: Hultschin) in Tsjechisch Silezië in de regio Moravië-Silezië, Tsjechië.

## Gemeenten
Gemeenten in de Hlučín regio zijn Bělá, Bohuslavice, Bolatice, Darkovice, Dolní Benešov, Hať, Hlučín, Hněvošice, Chlebičov, Chuchelná, Kobeřice, Kozmice, Kravaře, Ludgeřovice, Markvartovice, Oldřišov, Píšť, Rohov, Služovice, Strahovice, Sudice, Šilheřovice, Štěpánkovice, Třebom, Velké Hoštice, Vřesina en Závada.

## Geschiedenis
Het Hultschiner land behoorde van oudsher tot Moravië. Het kwam in de veertiende eeuw in handen van het Silezische vorstendom Troppau (Opava). In 1501 kwam het bij Bohemen, en in 1526 aan het huis Habsburg. Na de Eerste Silezische Oorlog werd het in 1742 afgestaan aan Pruisen. Tot 1918 was het deel van het Duitse Keizerrijk. 
Het gebied was van economisch belang vanwege zijn steenkool. 85% van de bevolking sprak van huis uit Moravisch, maar door het onderwijs spraken velen ook Duits. Na de Eerste Wereldoorlog kende het Verdrag van Versailles het Hultschiner land toe aan de nieuwe staat Tsjecho-Slowakije, omdat de bevolking een Tsjechisch dialect sprak. In tegenstelling tot Opper-Silezië werd hier geen referendum gehouden. De meerderheid van de bevolking zou wel bij Duitsland hebben willen horen. Het gebied werd op 4 februari 1920 door Tsjecho-Slowakije overgenomen. De definitieve grenzen werden in 1924 vastgesteld.
In Tsjecho-Slowakije werden alleen het Tsjechisch en het Slowaaks als officiële talen gehanteerd, hoewel er meer Duitstaligen dan Slowaken woonden. Dit leidde in dit Duitsgezinde gebied tot moeilijkheden. Men vroeg tevergeefs om herstel van het Duitstalige onderwijs. Bij de verkiezingen van 1936 behaalde de Duits-nationale Sudeten-Duitse Partij de meerderheid. Na de bezetting van het Sudetenland werd ook het Hultschiner land in 1938 door Nazi-Duitsland geannexeerd. In 1945 werd het gebied weer Tsjecho-Slowaaks. Duitsgezinden die hadden gecollaboreerd werden uitgezet, anderen konden blijven. Het Hultschiner land kent nog een Duitse minderheid.